# Championnat d'Israël de football de deuxième division
La Liga Leumit (hébreu : ליגה לאומית), littéralement Ligue nationale, est la deuxième division israélienne de football.

## Organisation, fonctionnement
Le championnat est composé de seize clubs comme en première division. Les deux premiers clubs du championnat sont promus en Ligat HaAl, et les deux derniers relégués en Liga Alef. Les 2e à 5e des groupes Nord et Sud disputent des barrages, puis le gagnant affronte le 14e de Liga Leumit en match aller-retour.

## Histoire
Créé initialement en 1937, le championnat rassemble alors les clubs de la Palestine mandataire, l'État d'Israël n'ayant pas encore été fondé. Il est disputé de façon erratique jusqu'en 1947. En 1949, un an après la déclaration d'indépendance de l'état hébreu, le premier championnat d'Israël est organisé la Liga Meuhedet. Il est suspendu l'année suivante du fait des événements politiques, avant d'être relancé en 1951 sous le nom de Liga Bet. De nouveau annulé en 1952-1953, le championnat est finalement remplacé en tant que deuxième division nationale par la nouvelle Liga Alef lors de la saison 1955-1956. Puis lors de la saison 1976-1977, le championnat déviant la Liga Artzit.
Après la création en 1999 de la Ligat HaAl en tant que première division, la Liga Leumit est devenue la deuxième division du football israélien.

## Palmarès
| Saison         | Champion                       | Vice-champion           | Troisième              |
| -------------- | ------------------------------ | ----------------------- | ---------------------- |
| 1951-1952 Nord | Hapoël Balfouria               | Hapoël Hadera           | Hakoah Haïfa           |
| 1951-1952 Sud  | Hapoël Kfar Saba               | Maccabi Ramat Gan       | Hakoah Tel-Aviv        |
| 1953-1954 Nord | Hapoël Hadera                  | Hapoël Kiryat Haim      | MS Atlit               |
| 1953-1954 Sud  | Beitar Jérusalem               | Hapoël Rehovot          | Hakoah Tel-Aviv        |
| 1954-1955 Nord | Hapoël Kiryat Haim             | Ahva Notzrit Haïfa      | Hapoël Nahariya        |
| 1954-1955 Sud  | Maccabi Jaffa                  | Hakoah Tel-Aviv         | Hapoël Jérusalem       |
| 1955-1956      | Hakoah Tel-Aviv                | Hapoël Kiryat Haim      | Hapoël Jérusalem       |
| 1956-1957      | Hapoël Kfar Saba (2)           | Hapoël Jérusalem        | Hapoël Hadera          |
| 1957-1958      | Beitar Jérusalem (2)           | Bnei Yehoudah Tel-Aviv  | Hapoël Mahane Yehoudah |
| 1958-1959      | Bnei Yehoudah Tel-Aviv         | Hapoël Kiryat Haim      | Hakoah Tel-Aviv        |
| 1959-1960      | Shimshon Tel-Aviv              | Hapoël Tibériade        | Hakoah Tel-Aviv        |
| 1960-1961      | Hapoël Tibériade               | Hakoah Tel-Aviv         | Maccabi Shaarayim      |
| 1961-1962      | Hakoah Tel-Aviv (2)            | Maccabi Shaarayim       | Hapoël Kiryat Haim     |
| 1962-1963      | Hapoël Ramat Gan               | Hapoël Lod              | Maccabi Shaarayim      |
| 1963-1964 Nord | Maccabi Netanya                | Hapoël Hadera           | Hapoël Mahane Yehoudah |
| 1963-1964 Sud  | Beitar Tel-Aviv                | Hapoël Beer-Sheva       | Beitar Jérusalem       |
| 1964-1965 Nord | Hapoël Mahane Yehoudah         | Beitar Netanya          | Hapoël Kfar Saba       |
| 1964-1965 Sud  | Hapoël Beer-Sheva              | Beitar Jérusalem        | Beitar Ramla           |
| 1965-1966 Nord | Maccabi Haïfa                  | Hapoël Kfar Saba        | Hapoël Kiryat Haim     |
| 1965-1966 Sud  | Sekzia Ness Ziona              | Maccabi Ramat Amidar    | Beitar Jérusalem       |
| 1966-1968 Nord | Hapoël Kfar Saba (3)           | Maccabi Petah-Tikva     | Hapoël Kiryat Haim     |
| 1966-1968 Sud  | Beitar Jérusalem (3)           | Maccabi Ramat Amidar    | Hapoël Marmorek        |
| 1968-1969 Nord | Maccabi Petah-Tikva            | Hapoël Hadera           | Hapoël Herzliya        |
| 1968-1969 Sud  | Beitar Tel-Aviv (2)            | Maccabi Ramat Amidar    | Hapoël Marmorek        |
| 1969-1970 Nord | Hapoël Hadera (2)              | Hapoël Herzliya         | Hapoël Acre            |
| 1969-1970 Sud  | Hapoël Holon                   | Maccabi Ramat Amidar    | Maccabi Shaarayim      |
| 1970-1971 Nord | Maccabi Jaffa (2)              | Hapoël Ramat Gan        | Hapoël Kiryat Shmona   |
| 1970-1971 Sud  | Hapoël Beer-Sheva (2)          | Hapoël Yehoud           | Maccabi Ramat Amidar   |
| 1971-1972 Nord | Maccabi Petah-Tikva (2)        | Hapoël Acre             | Hapoël Ramat Gan       |
| 1971-1972 Sud  | Hapoël Marmorek                | Hapoël Holon            | Maccabi Shaarayim      |
| 1972-1973 Nord | Hapoël Hadera (3)              | Hapoël Acre             | Hapoël Ramat Gan       |
| 1972-1973 Sud  | Bnei Yehoudah Tel-Aviv (2)     | Hapoël Holon            | Maccabi Shaarayim      |
| 1973-1974 Nord | Hapoël Acre                    | Shimshon Tel-Aviv       | Hapoël Ramat Gan       |
| 1973-1974 Sud  | Maccabi Shaarayim              | Hapoël Marmorek         | Hapoël Holon           |
| 1974-1975 Nord | Maccabi Haïfa (2)              | Hapoël Acre             | Hapoël Ramat Gan       |
| 1974-1975 Sud  | Maccabi Ramat Amidar           | Hapoël Yehoud           | Hapoël Rishon LeZion   |
| 1975-1976 Nord | Hapoël Acre (2)                | Beitar Netanya          | Hapoël Ramat Gan       |
| 1975-1976 Sud  | Hapoël Yehoud                  | Hapoël Holon            | Maccabi Shaarayim      |
| 1976-1977      | Hapoël Hadera (4)              | Bnei Yehoudah Tel-Aviv  | Hapoël Ramat Gan       |
| 1977-1978      | Bnei Yehoudah Tel-Aviv (3)     | Maccabi Petah-Tikva     | Hapoël Kfar Saba       |
| 1978-1979      | Hakoah Ramat Gan               | Maccabi Ramat Amidar    | Hapoël Petah-Tikva     |
| 1979-1980      | Hapoël Jérusalem               | Hapoël Ramat Gan        | Hapoël Rishon LeZion   |
| 1980-1981      | Beitar Tel-Aviv (3)            | Beitar Jérusalem        | Maccabi Haïfa          |
| 1981-1982      | Hapoël Lod                     | Hapoël Ramat Gan        | Maccabi Yavne          |
| 1982-1983      | Beitar Tel-Aviv (4)            | Hakoah Ramat Gan        | Maccabi Ramat Amidar   |
| 1983-1984      | Hapoël Haïfa                   | Hapoël Kfar Saba        | Hapoël Petah-Tikva     |
| 1984-1985      | Bnei Yehoudah Tel-Aviv (4)     | Maccabi Shaarayim       | Hapoël Jérusalem       |
| 1985-1986      | Beitar Netanya                 | Beitar Tel-Aviv         | Hapoël Lod             |
| 1986-1987      | Hapoël Tzafririm Holon         | Hapoël Jérusalem        | Hapoël Haïfa           |
| 1987-1988      | Hapoël Jérusalem (2)           | Hapoël Tibériade        | Hapoël Haïfa           |
| 1988-1989      | Hapoël Ramat Gan (2)           | Maccabi Yavne           | Maccabi Petah-Tikva    |
| 1989-1990      | Hapoël Tzafririm Holon (2)     | Hapoël Tel-Aviv         | Maccabi Yavne          |
| 1990-1991      | Maccabi Petah-Tikva (3)        | Maccabi Yavne           | Hapoël Ramat Gan       |
| 1991-1992      | Beitar Jérusalem (4)           | Hapoël Haïfa            | Shimshon Tel-Aviv      |
| 1992-1993      | Maccabi Herzliya               | Ironi Ashdod            | Hapoël Kfar Saba       |
| 1993-1994      | Ironi Rishon LeZion            | Hapoël Beit Shean       | Beitar Tel-Aviv        |
| 1994-1995      | Maccabi Jaffa (3)              | Hapoël Kfar Saba        | Hakoah Ramat Gan       |
| 1995-1996      | Hapoël Tayibe                  | Hapoël Jérusalem        | Hapoël Bat Yam         |
| 1994-1997      | Hapoël Ashkelon                | Ironi Ashdod            | Maccabi Netanya        |
| 1997-1998      | Maccabi Jaffa (4)              | Hapoël Tzafririm Holon  | Hapoël Ashdod          |
| 1998-1999      | Maccabi Netanya (2)            | Hapoël Ashkelon         | Hapoël Beer-Sheva      |
| 1999-2000      | Hapoël Tzafririm Holon (3)     | Maccabi Kiryat Gat      | Maccabi Acre           |
| 2000-2001      | Hapoël Beer-Sheva (3)          | Maccabi Kiryat Gat      | Beitar Beer-Sheva      |
| 2001-2002      | Hapoël Kfar Saba (4)           | Bnei Yehoudah Tel-Aviv  | Maccabi Herzliya       |
| 2002-2003      | Maccabi Ahi Nazareth           | Bnei Sakhnin            | Hapoël Jérusalem       |
| 2003-2004      | Hapoël Haïfa (2)               | Hapoël Nazareth Illit   | Ironi Kiryat Shmona    |
| 2004-2005      | Hapoël Kfar Saba (5)           | Maccabi Netanya         | Hapoël Acre            |
| 2005-2006      | Maccabi Herzliya (2)           | Hakoah Amidar Ramat Gan | Ironi Kiryat Shmona    |
| 2006-2007      | Ironi Kiryat Shmona            | Bnei Sakhnin            | Hapoël Haïfa           |
| 2007-2008      | Hakoah Amidar Ramat Gan (2)    | Hapoël Petah-Tikva      | Hapoël Haïfa           |
| 2008-2009      | Hapoël Haïfa (3)               | Hapoël Acre             | Hapoël Beer-Sheva      |
| 2009-2010      | Ironi Kiryat Shmona (2)        | Hapoël Ashkelon         | Hapoël Kfar Saba       |
| 2010-2011      | Ironi Nir Ramat Ha-Sharon      | Hapoël Rishon LeZion    | Hapoël Kfar Saba       |
| 2011-2012      | Hapoël Ramat Gan (3)           | Hapoël Bnei Lod         | Maccabi Herzliya       |
| 2012-2013      | Maccabi Petah-Tikva (4)        | Hapoël Raanana          | Hapoël Nazareth Illit  |
| 2013-2014      | Maccabi Netanya (3)            | Hapoël Petah-Tikva      | Hapoël Bnei Lod        |
| 2014-2015      | Bnei Yehoudah Tel-Aviv (5)     | Hapoël Kfar Saba        | Hapoël Bnei Lod        |
| 2015-2016      | MS Ashdod                      | Hapoël Ashkelon         | Hapoël Ramat Gan       |
| 2016-2017      | Maccabi Netanya (4)            | Hapoël Acre             | Beitar Tel-Aviv Ramla  |
| 2017-2018      | Hapoël Tel-Aviv                | Hapoël Hadera           | Hapoël Rishon LeZion   |
| 2018-2019      | Hapoël Kfar Saba (6)           | Sekzia Ness Ziona       | Hapoël Nazareth Illit  |
| 2019-2020      | Maccabi Petah-Tikva (5)        | Bnei Sakhnin FC         | Hapoël Ramat Gan       |
| 2020-2021      | Hapoël Nof HaGalil             | Hapoël Jérusalem FC     | Sektzia Nes Tziona     |
| 2021-2022      | Maccabi Bnei Reineh            | Sektzia Nes Tziona      | FC Kafr Qasim          |
| 2022-2023      | Maccabi Petah-Tikva (6)        | Hapoël Petah-Tikva      | Ironi Tiberias FC      |
| 2023-2024      | Hapoël Ironi Kiryat Shmona (3) | Ironi Tiberias          | Bnei Yehoudah          |
| 2024-2025      | Hapoël Tel Aviv (2)            | Hapoël Petah-Tikva      | Hapoël Ramat Gan       |

## Bilans
| Rang | Clubs                      | Titre(s) | Année(s)                           |
| ---- | -------------------------- | -------- | ---------------------------------- |
| 1    | Hapoël Kfar Saba           | 6        | 1952, 1957, 1968, 2002, 2005, 2019 |
| 1    | Maccabi Petah-Tikva        | 6        | 1969, 1972, 1991, 2013, 2020, 2023 |
| 3    | Bnei Yehoudah Tel-Aviv     | 5        | 1959, 1973, 1978, 1985, 2015       |
| 4    | Beitar Jérusalem           | 4        | 1954, 1958, 1968, 1992             |
| 4    | Hapoël Hadera              | 4        | 1954, 1970, 1973, 1977             |
| 4    | Maccabi Jaffa              | 4        | 1955, 1971, 1995, 1998             |
| 4    | Beitar Tel-Aviv            | 4        | 1964, 1969, 1981, 1983             |
| 4    | Maccabi Netanya            | 4        | 1964, 1999, 2014, 2017             |
| 9    | Hapoël Ramat Gan           | 3        | 1963,1989, 2012                    |
| 9    | Hapoël Beer-Sheva          | 3        | 1965, 1971, 2001                   |
| 9    | Hapoël Haïfa               | 3        | 1984, 2004, 2009                   |
| 9    | Hapoël Tzafririm Holon     | 3        | 1987, 1990, 2000                   |
| 9    | Ironi Kiryat Shmona        | 3        | 2007, 2010, 2024                   |
| 14   | Hakoah Tel-Aviv            | 2        | 1956, 1962                         |
| 14   | Maccabi Haïfa              | 2        | 1966, 1975                         |
| 14   | Hapoël Acre                | 2        | 1974, 1976                         |
| 14   | Hakoah Amidar Ramat Gan    | 2        | 1979, 2008                         |
| 14   | Hapoël Jérusalem           | 2        | 1980, 1988                         |
| 14   | Maccabi Herzliya           | 2        | 1993, 2006                         |
| 14   | Hapoël Tel-Aviv            | 2        | 2018, 2025                         |
| 21   | Hapoël Balfouria           | 1        | 1952                               |
| 21   | Hapoël Kiryat Haim         | 1        | 1955                               |
| 21   | Shimshon Tel-Aviv          | 1        | 1960                               |
| 21   | Hapoël Tibériade           | 1        | 1961                               |
| 21   | Hapoël Mahane Yehoudah     | 1        | 1965                               |
| 21   | Sekzia Ness Ziona          | 1        | 1966                               |
| 21   | Hapoël Holon               | 1        | 1970                               |
| 21   | Hapoël Marmorek            | 1        | 1972                               |
| 21   | Maccabi Shaarayim          | 1        | 1974                               |
| 21   | Maccabi Ramat Amidar       | 1        | 1975                               |
| 21   | Hapoël Yehoud              | 1        | 1976                               |
| 21   | Hapoël Lod                 | 1        | 1982                               |
| 21   | Beitar Netanya             | 1        | 1986                               |
| 21   | Hapoël Rishon LeZion       | 1        | 1994                               |
| 21   | Hapoël Tayibe              | 1        | 1996                               |
| 21   | Hapoël Ashkelon            | 1        | 1997                               |
| 21   | Maccabi Ahi Nazareth       | 1        | 2003                               |
| 21   | Hapoël Nir Ramat Ha-Sharon | 1        | 2011                               |
| 21   | MS Ashdod                  | 1        | 2016                               |
| 21   | Hapoël Nof HaGalil         | 1        | 2021                               |
| 21   | Maccabi Bnei Reineh        | 1        | 2022                               |

| Districts | Titre(s) |
| Tel-Aviv  | 32       |
| Centre    | 24       |
| Haïfa     | 10       |
| Nord      | 10       |
| Jérusalem | 6        |
| Sud       | 5        |

## Meilleurs buteurs
| Année     | Buts         | Buteurs                       | Clubs                                   |
| --------- | ------------ | ----------------------------- | --------------------------------------- |
| 1951-1985 | À déterminer | À déterminer                  | À déterminer                            |
| 1985-1986 | 17 buts      | Israel Fogel                  | Beitar Netanya                          |
| 1986-1989 | À déterminer | À déterminer                  | À déterminer                            |
| 1989-1990 | 19 buts      | Benny Tabak                   | Maccabi Yavne                           |
| 1990-1996 | À déterminer | À déterminer                  | À déterminer                            |
| 1996-1997 | 21 buts      | Avivi Zohar                   | Hapoël Ashkelon                         |
| 1997-1998 | 26 buts      | Ofir Haim                     | Maccabi Jaffa                           |
| 1998-1999 | 19 buts      | László Czéh                   | Maccabi Netanya                         |
| 1999-2000 | 23 buts      | Danny Niron                   | Hapoël Tzafririm Holon                  |
| 2000-2001 | 22 buts      | Abed Titi                     | Maccabi Ahi Nazareth                    |
| 2001-2002 | 28 buts      | Lior Asulin                   | Maccabi Herzliya                        |
| 2002-2003 | 17 buts      | Shay Aharon                   | Hapoël Jérusalem                        |
| 2003-2004 | 16 buts      | Jeff Tutuana                  | Hapoël Haïfa                            |
| 2004-2005 | 15 buts      | Oren Nissim                   | Maccabi Netanya (2)                     |
| 2005-2006 | 16 buts      | Assi Tubi                     | Hapoël Jérusalem (2)                    |
| 2006-2007 | 22 buts      | Ohad Kadousi                  | Bnei Sakhnin                            |
| 2007-2008 | 13 buts      | Eden Ben Basat Muhammed Kiyal | Hapoël Haïfa (2)Hakoah Amidar Ramat Gan |
| 2008-2009 | 18 buts      | Ohad Kadousi                  | Hapoël Beer-Sheva                       |
| 2009-2010 | 18 buts      | Akaki Mikuchadze              | Ironi Bat Yam                           |
| 2010-2011 | 18 buts      | Oren Nissim                   | Ironi Nir Ramat Ha-Sharon               |
| 2011-2012 | 19 buts      | Murad Abu Anza                | Hapoël Bnei Lod                         |
| 2012-2013 | 18 buts      | Itzik Cohen Omer Golan        | Hapoël Jérusalem (3)Maccabi Petah-Tikva |
| 2013-2014 | 20 buts      | Shahar Hirsh                  | Hapoël Afoula                           |
| 2014-2015 | 22 buts      | Pedro Galván                  | Bnei Yehoudah Tel-Aviv                  |
| 2015-2016 | 21 buts      | Jordan Faucher                | Maccabi Herzliya (2)                    |
| 2016-2017 | 24 buts      | Jordan Faucher                | Maccabi Herzliya (3)                    |
| 2017-2018 | 13 buts      | Guy Dayan Roei Zikri          | Hapoël Nazareth IllitHapoël Kfar Saba   |
| 2018-2019 | 20 buts      | Gil Itzhak                    | Hapoël Rishon LeZion                    |